# Bondumier

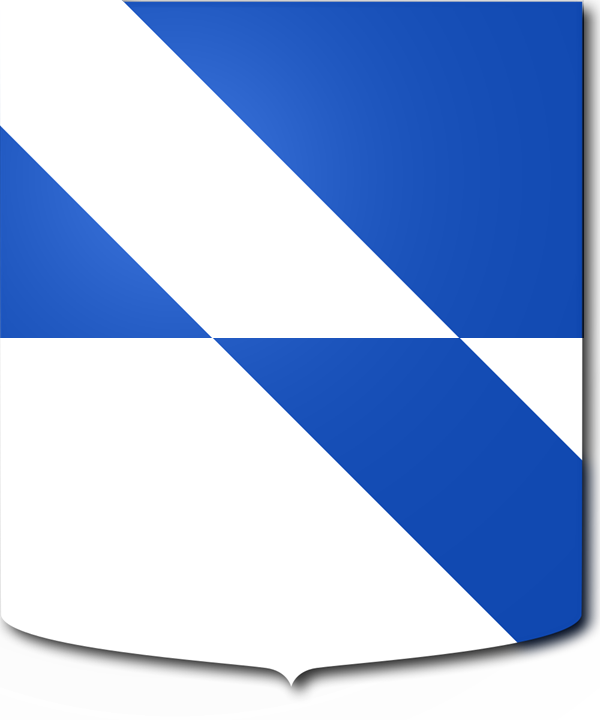
Stemma Bondumier

Bondulmier, Bondumerio, Bondimier) furono una famiglia patrizia veneziana, annoverata fra le cosiddette Case Nuove.

## Storia
Le tradizioni sono concordi nell'affermare che i Bondumier fossero una nobile famiglia siriana, precisamente di Acri, costretta a riparare a Venezia con l'arrivo dei Turchi nel 1291. Queste leggende, tuttavia, non trovano una conferma storica; anzi, essi risultavano in Laguna già da diversi decenni, tanto che dal 1256 alcuni suoi membri furono impegnati nelle battaglie navali contro Pisa e Genova. Invero, ebbero notevoli interessi in Oriente e in particolare a Creta, dove un ramo si era stabilito.
Quasi per eredità, i vari membri della famiglia furono impiegati nelle cariche marittime e nella vicende in Oriente. Tra i membri degni di nota, si citano Marino, primo conte veneziano di Albania (1423), Giovanni, provveditore di Negroponte, città difese a costo della vita durante l'assedio turco (1466), Andrea, distintosi durante la guerra della Lega di Cambrai come capitano dell'armata del Po e difensore della Laguna (1514), Nicolò, che prese parte alla conquista di Obrovazzo (1537). Negli ultimi tempi della Serenissima, esaurita la potenza veneziana in Oriente, furono protagonisti della vita amministrativa della capitale.
I Bondumier si estinsero nel 1806 con la morte di Paolina di Girolamo, moglie di Giorgio Pisani.

## Membri illustri
- Andrea Bondumier, († 1464) ecclesiastico, fu patriarca di Venezia dal 1460 alla sua morte.

## Proprietà
In città, esisteva una Ca' Bondumier presso la corte di Santa Scolastica, non lontano dal palazzo Ducale. Una villa di campagna si trovava in terraferma a Camposampiero.